# 辛樂舜
辛樂舜，順天府固安縣（今河北省固安縣）人。中國清朝官員。
康熙九年（1670年）庚戌科殿試，中第三甲第二百二十六名進士，授江西南康縣知縣。卒於任上。因政績卓著，當地鄉紳為其刻石建祠。